# 八哩丹
八哩丹，一作把儿坛把阿秃儿（?—?），蒙古合不勒汗的次子，成吉思汗的祖父，也速该的父亲。合不勒死前，传位给了堂弟俺巴孩，俺巴孩之后，合不勒的四子忽图剌继位。八哩丹只是乞颜部的首领（把阿秃儿，baghatur）。

## 子
1. 忙格秃乞颜
2. 捏坤太石（其子忽察尔）
3. 元烈祖也速该把阿秃儿
4. 答里台斡惕赤斤